# 高鹏振
高鹏振（1898年8月10日—1937年6月23日）又名高青山，字云翔，号竞雄，化名苏云祥、高德山，是出生于中国辽宁省黑山县的民国时期东北抗日义勇军将领和烈士。他早年是地方防匪民团首领，后因打抱不平而惹祸上身，被逼上梁山而沦为匪盗，后成为最早一批对抗日军入侵的东北义勇军领袖之一，也是在东北坚持抗战时间最长的义勇军将领之一。他活跃于辽宁西部，在与日军对抗了7年后，遭其义子出卖而死。他的父亲因遭日伪政府折磨致死，此外全家另有5人因直接参与抗日活动而死。他读过大学，熟悉英语和日语，是少数文化程度较高的义勇军头领之一。“老梯子”是他的土匪外号，也称“高老梯子”。

## 经历

### 早年
1898年，高鹏振出生于中国辽宁省黑山县英城子乡朝北营子村歪脖山，家境宽裕。他们家有3兄弟，他排在中间。他父亲的名叫高品仲（少数资料写“高品重”，疑似讹误），既务农也经商，经营“成发和”杂货店和“成发”染房两家商号，兼有土地三十余垧、房屋三十余间。高鹏振从小好学好动。高鹏振小时候曾就读于私塾，1913年小学毕业，又从新民县教会学校文会高中毕业后考入沈阳教会学校文会书院。因生于匪盗多发的乱世，高鹏振少年时代就学习了武术和骑射。此外，他性格豪爽，好打抱不平。后因家中变故，他中途辍学回乡帮助父亲打理家业。高鹏振因文武兼备，不久（1921年）被推荐到由当地乡绅组织的自卫团任职，后成为民团首领，统领百余名民兵。为补贴自卫团经费，他也兼做镖行生意，常往来于奉天、热河、开鲁、通辽、郑家屯和四平等地。靠职业便利，他结识了洮辽镇守使蒙古王公张海鹏等官员和一些贵族。

### 落草
高鹏振的民团路过阜新县泡子村（今辽宁省阜新蒙古族自治县泡子镇）时，热河都统阚朝玺的队伍正在当地抢掠民财（又有说法称是高鹏振的部队经过时，其携带的野味被某驻军营长看见了，并被该营长要求强买强卖）。双方发生冲突，官兵被打死９人，高鹏振也由此招来杀身之祸。该伙官兵抄了高鹏振的家，高家事先得到消息出逃才免遭一难。因不堪官府的压迫，他选择带队沦落为土匪。他建立了武装组织“仁义德绿林会”，按当地土匪惯例取了个外号“老梯子”。这个外号的寓意是“步步登高”或“步步高升”、“青云直上”，所以也与他的姓氏联系密切。他的队伍不杀人放火，不奸淫，除恶霸，还经常劫富济贫，有“仁义胡子”之称，有一些人靠他的接济才吃饱了饭。这使他在辽西几十个县都获得了广泛的人缘，为他日后在这些地方畅行无阻地抗日打下了牢固的群众基础。他的绿林匪军也收编其他前来投靠的土匪，一度发展到500余人。高鹏振活跃在黑山、新民一带，打击兵匪，因声势浩大，一度成为辽西一带绿林盟主。

### 招安
1924年，经张海鹏斡旋，高鹏振到奉天面见奉系军阀张作霖，并表示同意招抚。他留下精悍队伍百余人，其余给钱遣散回家，并嘱令各部下不得扰民。1931年时，已受招抚的与奉军团长杨德新部发生冲突，并在一次与杨对抗的战斗中腿部受伤，后在沈阳南满医院（有的指明是盛京施医院，即今医大二院）养伤一年多。

### 九一八事变
九·一八事变前，日本关东军曾利诱他“归顺”，但被他拒绝。有说法认为日本人本想借他的手炸柳条湖，以一万块金票为酬劳。1931年，尚未痊愈的他于九·一八事变数日后的9月27日组建了名为“镇北军”的两百余人的义勇军，抗击日军入侵。他们起初活跃于辽宁西部黑山和新民交界的地区，是中国东北最早的抗日义勇军之一。他的队伍中也不乏一些自愿加入的正规东北军官兵。队伍起初编成3个团、1个补充团：第1团团长包铁山，第2团团长高永昌，第3团团长孙荣久，补充团长贾凤海。其中高永昌、贾凤海既是高鹏振的亲属，也是前东北军的低级军官。他还积极派人散发宣传抗日的小册子，四处写抗日标语。群众一开始看了还觉得挺新鲜，土匪居然会明目张胆地到处宣传自己，还留名让其他人来加入。他军中有一些共产党员发挥特长，给士兵们进行军纪教育，带他们到处贴标语，使其手下的一些土匪们感到拘束和不理解。但在得知他们是抗日队伍时，群众还是对其非常支持。其部队旗帜为火焰图案三角大旗，中间绣有“兴中灭日”4个大字。
1931年10月初，在东北民众抗日救国会特派员王立川的帮助下，高鹏振重新整肃队伍，禁止官兵说黑话，严肃军纪，暂时取消各下属土匪的外号，并于10月10日将队伍更名为“东北国民救国军”（有的报道说更名时间是9月27日）。高鹏振的司令职位是其他参加这支部队的土匪们共同推举的。救国军所到之处均听从当地村长的住宿安排，大力防止土匪行为的发生，得到群众的称赞和自发支援。救国军成立不到一周，人数就增加了一倍。部队人数很快超过千人，编为4个团。10月底，东北军第3旅由于仍以为其是土匪武装，对路过附近的救国军发动突击，并使救国军遭到很大伤亡。不少缺乏训练的救国军士兵在慌乱之下竟四散逃走。来自东北民众抗日救国会的张新生主动向高鹏振建议迅速与其它抗日团体接洽，以获取支持并避免误伤，这建议获得了高鹏振的采纳。
1931年11月下旬，日军第一次向辽西进犯，遭高鹏振部救国军的频繁进攻。1931年冬，驻锦州的辽宁省政府发给该部奖金3000元及部分武器弹药，并通令各地给救国军以支持。北平东北民众抗日救国会还派来20多位军事专家，协助他训练部队。经过整编，司令部下设立了参谋、副官、政务、秘书、军医、兽医、军法、机械等八大处，按4个团的建制任命了团、营、连、排长。1932年1月，救国军取得五台子大捷。此战救国军共击毙日军73名，原准备带头血洗村庄的日军大尉不破直治在败退时被击毙。这是这支义勇军自九·一八事变以来取得的最大胜利，受《新中华》杂志登文报道。有说法认为他的部队此时已并入前东北军将领耿继周领导的东北抗日义勇军第四路军，并被编为该军第1旅。1932年初，他的部队发展到3千余人。他擅长带领骑兵打伏击战，1932年初在吉奉边界与成庆龙的义勇军第十二路军联手后还曾在成庆龙的手下担任骑兵队长。1932年9月后，他的部队开始走下坡路。1932年9月末，他率部向闾山转移进入北镇县境内。10月初，日军森泽师团联合伪警察千余人，在飞机大炮的掩护下，重创义勇军。高鹏振率残部突出重围后，派一部分人员进入热河，自己则带另一部分人仍留在辽西。

### 抗战
1933年初，高鹏振率部参加了热河保卫战与长城抗战。此后，他还曾与苑久占部义勇军联合攻克了防备空虚的阜新县城。同年9月，高鹏振部400人在康平被3000日伪军围攻，只有50余人成功突围。之后，他前往朝阳与刘振东部义勇军合作，并参加了攻打北票县城、大黑山突围等战斗。1934年12月19日，他在范家窝堡以数十人的兵力与三四千人的日伪军奋战了几昼夜，最终成功突围。此战日方出现了飞机误炸伪军以及伪军与日军混战的乌龙事件。
1935年以后，日伪当局为对抗人民战争，大力推行焦土政策和“集团部落”建设，义勇军斗争的环境迅速恶化，仍在活动的东北义勇军已经寥寥无几。日军将高鹏振的队伍逼得无力反击，但仍无法彻底消灭高鹏振的力量，便骂他是“泥鳅精”转世和“辽西悍匪”。政府悬赏1万银元活捉他，打死他赏5千银元。1936年初，他又与苑九占、周荣久等人联合，这支1000多人的抗日队伍在朝阳、阜新、库伦和彰武等地游击。据称，他与日、伪军共进行过百余场规模不小的战斗，与杨靖宇、赵尚志一道被满洲国列为“肃整重点”和“清剿要犯”。高鹏振率领的辽西骑兵支队被誉为“义勇铁骑”。报刊上陆续刊载过辽西义勇军围攻北镇县城、歼灭日军古贺联队、参加锦州保卫战、热河保卫战以及长城抗战的战绩。
1937年4月，高鹏振因在新民张配窝堡的突围战斗中臂部负伤，转移到彰武县太平山（今辽宁省彰武县平安乡）朋友家养伤。1937年6月23日，曾在其养伤期间照顾他的亲信“双胜”和另一人张武以转移为名，将他骗到十里堡屯附近的树林后将其枪杀，高鹏振时年39岁。曾为高鹏振治伤的刘永安和医生袁凤来对高的死十分伤心，他们以高鹏振在太平山西山还藏有枪支为由，将“双胜”骗到西山并用镐头将其打死。

## 个人风格和作战策略
高鹏振善使双枪，枪法好，曾将在距自己200步远处探出头的彰武县伪警察大队副队长房景山当场爆头。高鹏振的部队在1931年末抗日时，还吃过张学良发给义勇军的军饷（每人27块大洋）。其骑兵出击时，每人带2匹马、1支长枪和2支短枪。他与共产党的联系密切，他的两任参谋长张新生、李振东都是共产党员。1933年4月，身在热河的他还曾提供人力物力支援杨靖宇的部队。
因土匪众多，且派系林立，利益关系错综复杂，日军起初难分敌友，只要以招降为主，打击为辅助。高鹏振曾利用日军的招降政策，诈降数次，并利用诈降的机会打探叛徒的消息，并骗取日伪政府提供的军需补给。日本士兵对所招抚人员的态度相当蛮横，曾于1931年11月底用刺刀恶意刺死高鹏振的前去索要弹药的几个手下，只有领头的陆团长死里逃生。高鹏振为了给部下报仇，后来在重新反叛前也把被派来监督他们的4个日本士兵的心脏挖掉。为解决补给不足的问题，他多次袭击敌军的补给线，并精简了老弱残兵，还自建了简易兵工厂。
除了像多数老马贼一样功夫好，他也会写诗，曾创作军歌《义勇军誓词歌》。高鹏振有一次指挥救国军在彰武东北部公路边伏击成功后，作诗记述：“阳关道上我逢敌，偷袭川原在辽西。辽彰康法人落落，新邱杀敌雨凄凄。孰知土匪能御辱，哪晓百姓也杀敌。保卫家乡当义勇，轻骑纵马战辽西。”其中的“川原”，指的是所袭击的日军第16旅团长川原劲。

## 家庭
高鹏振有1个儿子和1个女儿，儿子为避风头后改名为张汝，写有文章《回忆我的父亲高鹏振》。
高鹏振有一个比自己还小的舅舅，名叫王玉楼，出生于1913年，外号“大快车”和“草上飞”，意为“跑得快”。16岁的王玉楼曾在高鹏振为匪时参加了高鹏振的队伍。他18岁时（1931年）就成为骑兵队队长，手下统领百余人。在彰武县战斗中，王玉楼的肠子被子弹打出来，但仍坚持战斗，并把肠子用手硬塞回了肚子。他不希望像其他重伤员一样被长官活埋（有的报道说是开枪打死），就拒绝了高鹏振让他交出枪的命令，还拿枪威胁其他人别来管他。他最后被战友绑在马上带走了，还用土办法（在伤口上包一层鸡皮）意外治好了肚子的伤口。伤好后，他被几个苏联人接到了杨靖宇的队伍，由此加入了完全由中国共产党领导的东北抗日联军。1933年，在攻打哈尔滨一个仓库的战斗中，王玉楼被俘虏。他受了许多刑罚，但没有向日本人交代任何线索，在监狱里一直撑到了日本投降。出狱后，32岁的他回到家乡，开始了娶妻生子的平静生活。王玉楼的旧狱友后来在天津做官，邀请他去天津发展。但他当时家事多，所以没有去。王玉楼活了90多岁，生前一直认为国家亏待了抗日有功的老义勇军。

## 名言
- “此次起义的目的在抗日救国，非比当年为匪，除了向民间收枪收马之外，应当不抢不夺，现已国破家亡，吾人发财何用！”[10]
- “孰知土匪能御侮，哪晓百姓也杀敌。保卫家乡当义勇，轻骑纵马战辽西。”[5]
- “草泽非我志，转战十里霜。抗日军兴后，宿愿始有偿。首战传捷报，骨肉连祸殃。宁为义勇死，节烈永芬芳。”[8]

## 影响
高鹏振创作的《义勇军誓词》被填入古曲《满江红》，在各路义勇军中流传很快，并衍生出多个版本。这首歌曲后来给《义勇军进行曲》的创作提供了灵感。
2005年7月13日，辽宁省人民政府颁发了“追认高鹏振同志为革命烈士”的批复文件。（也有报道称辽宁省政府1987年批准高鹏振为革命烈士，故有待确认...）